# كروموسوم حلقي 15

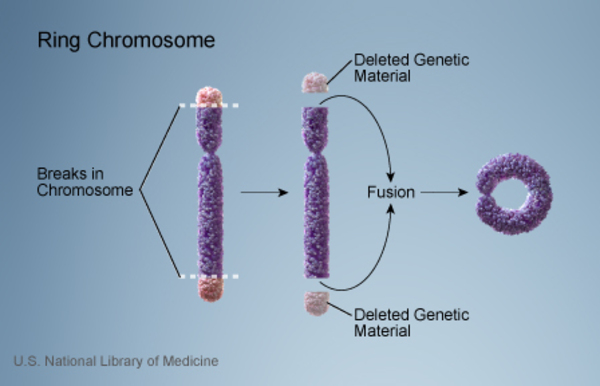
رسم تخطيطي يوضح تكوّن الكروموسوم الحلقي.

كروموسوم الحلقة (الصبغي) الذي يطلق عليه R15
هي حالة تظهر  عندما يندمج كروموسوم R15 تكوين حلقة غالباََ R15 ينتج من خلال تعديلات أو حذف الجين على كروموسوم  15 في مراحل الأولية من التطور الجيني ولكن نادراََ ما يمكن توريثها.
إذا كانت نهاية اندماج الكروموسوم من دون نقصان المادة الوراثية يحتفظ الفرد بالنمط الظاهري الطبيعي مع تغير بسيط نسبياً، مع ذلك عندما يكون هناك حذف للماده الوراثية في الأطراف الغير مستقرة البعيدة حيث تندمج الهياكل الفرعية. تظهر متلازمات المرتبطة في تغير المادة الوراثية في هذا الكروموسوم. جميع الكروموسوم لديها القدرة على تكوين مثل هذه الحلقات الأعراض وشدة المتلازمة مرتبطة بكمية المعلومات الجينية المفقودة وبالتالي علاج هدف هاذ R15 يستهدف في الغالب القضاء على الأعراض بدل من القضاء على حلقة الكروموسوم نفسها.
| معلومات الحلقة | معلومات الحلقة     |
| تخصص           | علم الوراثة الطبية |
| -------------- | ------------------ |
| المدة          | مدى الحياة         |
| علاج           | قابل               |
| تكرار          | نادر               |

## العرض
حالات المتلازمة قليلاً جداً، فأن التغير الظاهري لمتلازمة كروموسوم الحلقة 15 تكون على نطاق واسعة يمكن أن تحتوي خلايا المرضى على مستويات مختلفة من الفسيفساء..
متلازمة R15 متعلقة ببطئ النمو بسبب مقاومة هرمون النمو الشبيه بالأنسولين 1 من أشهر هذه الأعراض، بطأ النمو، والتخلف العقلي والتشوه الخلقي.
من خلال ٢٥ دراسه تم فحصها بواسطة Butler MG  في كل الحالات كان هناك بطئ في النمو و٩٥٪ اضهرت مستويات مختلفة من التخلف العقلي و٨٨٪ من المريض اظهرت صغر حجم الرأس وكما اظهرت الدراسة وجود أعراض آخرى منها تأخر عمر العظام  ٧٪ وفرط التباعد ٤٦٪ وقصر في الاصابع ٤٤٪ وبطأ في الكلام ٣٩٪ والوجه المثلث ٤٢٪ البروز الجبهي ٣٦٪ وشذوذ الأذن ٤٢٪ والخصية المهاجره ٣٠٪ وتشوهات قلبية ٣٠٪ وحمات صبغية مسطحة ٣٠٪ لم يتم إنشاء ارتباط دقيق ملموس بين النمط الجين والنمط الظاهري ويحاولون البحث في توضيح أسباب الأعراض على سبيل المثال من خلال تطبيق الهجين المو ضعي المتألق تم الكشف عن أن تأخر النمو (النمط الظاهري الأكثر شيوعا) قد تكون ناتجا عن الحذف النهائي  15q26 (منطقة معينة على الذراع الطويلة للكروسرم  15).

## الآلية
جسم الإنسان يخزن المادة الوراثية في الكروموسوم وعدد الكروموسوم وموقع الجين على الكروموسوم يكون فريد لكل نوع.الإنسان يملك ٢٣ زوج من الكروموسوم، ٢٢ زوج كروموسوم جسمي وزوج من الكروموسوم الجنسي التي تفرق بين الذكور والإناث.
تحتوي جميع الكروموسومات على ذراعين ذراع p قصير وذراع q طويل وتفصل بينها منطقة تسمى سنترومير  (القطعة المركزية) يوجد الٓتان مقترحتان لتشغيل كروموسوم الحلقة، اقترح أحدهم أن الكروموسوم 15 يتعرض للتشوية على كل من ذراعين q/p قبل اندماج ذراعين مكسورين مما أدى إلى خسارة كبيرة في المواد الجينية لذلك فإن المرض من هذا النوع من R15 تظهر عليم المراض سريرية شديدة.
الآلية الأخرى المقترحة هي الاندماج المباشر لتلوميرز من دون فقدان الأمن التيلوميرات والمسلسلات التيلوميرية الفرعية وبالتالي يتم حفظ معظم المادة الوراثية ويتم التعبير عن الأعراض بشكل أكثر اعتدالا، مما يجعل التشخيص أكثر صعوبة.

## التشخيص
في معظم الحالات يتم التشخيص ما بعد الولادة ومن عام2011  تم الإبلاغ عن حالات فقط عن طريق التشخيص السابق للولادة. فتق الحجاب الحاجز الخلقي وتأخر النمو داخل الرحم (هاتان العلامتان تعرض المرض لخطر الإصابة ب  R15).عن طريق الموجات فوق الصوتية للجنين (تخطيط الصدى التوليدي) في الفترة الزمنية من  16 اسبوع ال 24 أسبوع  ويجب إجراء مزيد من الفحوصات والتشخيصات مثل (التنميط النووي) لاختبار إمكانية وجود كروموسوم الحلقة 15.
يمكن اعتبار أن المرضى لديهم كروموسوم الحلقة 15 إذا وجد لديهم: نقص النمو، وحملت صبغية مسطحة وتأخر في تقدم عمر العظام وتجعد القردة أو غيرها من سمات التشويه بعد الولادة.

## علم الاوبئة
تعد متلازمة كروموسوم الحلقة من الاضطرابات الحلقة النادرة التي من المحتمل أن تحدث في كل من الذكور والإناث، ويمكن ملاحظة الأعراض منذ الولادة حيث تظهر خلال المرحلة الجنينية.جميع الأعراق معرضة الاضطرابات ويمكن أن يكون الخطر أكبر إذا كان الوالدين حاملين للاضطربات لانه موروثة وراثياََ.أي زوج من الكروموسومات قد تكّون حلقة وقد كشفت دراسة بواسطة «سجل كروموسوم الحلقة البشرية» في الصين أن الاشكال الأكثر شيوعاََ للكروموسومات الخلقية، 22,18,15,13.